# Damkör
Damkör syftar antingen på en kör (sångensemble) eller en kompositionsform.
Ensemblen damkör är en kör med kvinnliga sångare. Damkörer har historiskt sett varit mindre vanliga än manskörer, och tillgången på komponerat och arrangerat material är mindre.
Kompositioner för damkör är vanligen trestämmiga (sopran 1, sopran 2, alt) eller fyrstämmiga (sopran 1 och sopran 2, alt 1 och alt 2).